# Daxia

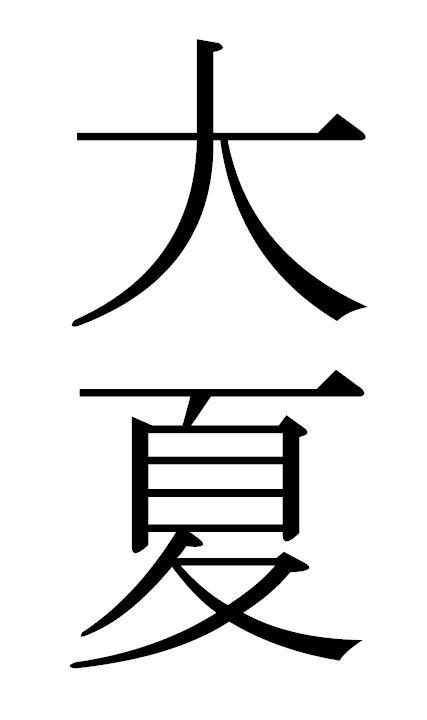
idéogramme chinois pour Ta-Hsia

Daxia, Ta-Hsia, or Ta-Hia (Chinois: 大夏; pinyin: Dàxià) est le nom donné durant l'antiquité par la dynastie Han au territoire de la Bactriane, qui est maintenant divisé entre le nord de l'Afghanistan, le sud du Tadjikistan et de l’Ouzbékistan.

## Origines du terme
Le terme « Daxia » est utilisé pour la première fois en Chine au IIIe siècle av. J.-C., probablement après les premiers contacts entre la Chine et le royaume Gréco-Bactrien, et désigne alors un royaume mythique situé à l'ouest. Il est ensuite utilisé en 126 av. J.-C. par l'explorateur Zhang Qian, dans ses rapports à destination de l'empereur Han Wudi, pour désigner explicitement la Bactriane.

## Description du royaume de Daxia
Zhang décrit une grande civilisation urbaine, où, à peu près un million d'habitants vivent dans des cités fortifiées, dirigées par des magistrats ou des roitelets. C'est un royaume avec de nombreux marchés florissants, où se vendent une grande variété d'objets, venant de pays aussi lointains que le sud de la Chine.
Quand Zhang Qian visite le royaume de Daxia, il n'y a plus de dynastie régnante et les Bactres sont sous la suzeraineté des nomades Yuezhi, un peuple régnant sur les territoires situés au nord de la rivière Oxus. Selon Zhang, les Bactres sont des gens très sophistiqués, mais démoralisés et effrayés par la guerre.

## Relations entre la Chine et Daxia
Après avoir lu les rapports de Zhang, l'empereur Han Wudi comprend à quel degré de sophistication sont arrivées les civilisations urbaines de la vallée de Ferghana, de Bactriane et de l'empire Parthes. Il prend alors le parti d'envoyer de nombreuses ambassades vers ces royaumes, afin de développer le commerce entre eux et la Chine. Ce sont ces liens commerciaux qui, à terme, permettront la création de la route de la soie.